# Équation de la vitesse des courants ascendants dans un nuage convectif
L’équation de la vitesse des courants ascendants dans un nuage convectif décrit la grandeur du mouvement vertical dans ces nuages dû à l'instabilité de l'air et à la différence de pression entre une parcelle d'air et l'environnement. Le développement de l'équation est basé sur l'ouvrage de William Cotton et ses collaborateurs.
Il est souvent dit qu'une parcelle d'air va s'élever si celle-ci est plus chaude que l'air environnant. Cependant, ce modèle est insuffisant car il ignore l'effet d'un déficit de pression qui peut être important sous un cumulonimbus supercellulaire. Ainsi l'équation du mouvement de la parcelle d'air est séparée en 2 termes. Le premier terme correspond à la poussée d'Archimède et le deuxième terme correspond au déficit de pression (voir infra).
Ainsi, le deuxième terme dans l'équation infra est souvent ignoré dans la description du mouvement vertical mais il peut être important dans un nuage comme un cumulonimbus où même une parcelle d'air plus froide que l'air environnant va être aspirée par un déficit de pression en altitude. Le déficit de pression peut atteindre 1 hPa (ou plus) et ce déficit peut être suffisant pour contrecarrer la flottabilité négative, aussi connue comme énergie d'inhibition de la convection. Dans un cas extrême en Oklahoma, le déficit de pression a atteint 4 hPa, l'orage ayant engendré de la très grosse grêle, une tornade et des tubas.
Lorsque le premier terme de l'équation infra est dominant (ascendance thermique), de très fortes turbulences se produisent, ce en particulier en altitude. Lorsque le second terme domine (ascendance dynamique), les ascendances sont laminaires, ce en particulier près du sol. Celles-ci peuvent piéger un aéronef, en particulier un planeur, le pilote ne réalisant pas qu'il est pris dans un dangereux courant ascendant.

## «Anomalies» associées aux cumulonimbus
Peu de pilotes de planeurs savent que les ascendances sous un cumulonimbus sont souvent d'origine dynamique, et ne comprennent pas les « anomalies » énoncées infra. 

### Ascendances modérées et douces
Il est souvent dit que les ascendances associées aux cumulonimbus sont presque toujours turbulentes au point qu'elles peuvent entraîner une dislocation de l'aéronef.
Cependant, les ascendances sous les cumulonimbus sont en général douces et laminaires,,,
ce qui semble être en totale contradiction avec ce qui a été affirmé auparavant. Cependant, la contradiction n'est qu'apparente car en fait l'air sous le cumulonimbus est plus froid que l'air environnant. Donc l'ascendance est dynamique; les ascendances dynamiques étant en général laminaires. Cependant, la turbulence est souvent de très forte à extrême en altitude (vers les 6 km) car à ce niveau les parcelles d'air sont plus chaudes que l'air environnant (indice de soulèvement négatif); de plus il se produit un changement de phase de l'état liquide à l'état solide des gouttelettes d'eau qui libère de la chaleur latente.

### Observation des anomalies de température
Il a été observé que sous un cumulonimbus, la masse d'air ascendante peut être plus froide que l'air environnant de 1 à 3 kelvins
et que par conséquent l'ascendance au niveau du sol n'est pas toujours d'origine thermique mais souvent dynamique. Cette observation est contre-intuitive et est peu connue de la part des pilotes de planeur qui ont encore en mémoire la notion du Thermal index.
Cette dernière notion est basée sur l'hypothèse incorrecte que l'air dans la colonne ascendante est plus chaud que l'air environnant dans toute la colonne. L'équation basée simplement sur la poussée d'Archimède
est donc insuffisante pour modéliser les ascendances et doit être complétée en tenant compte des différences de pression qui permettent le déclenchement de la convection par soulèvement.

## Expression de la formule donnant l'accélération verticale
Dans ce qui suit nous donnons deux expressions donnant l'accélération d'une parcelle d'air sous et dans un nuage convectif. Ces formules sont presque équivalentes, la formulation de List étant plus générale.

### Formule de List
La formule générale donnant l'accélération est la suivante :
{\displaystyle {d{\vec {v}} \over dt}={\vec {a}}=g\left({T' \over T_{0}}-{p' \over p}+\gamma '\right){\vec {k}}-{1 \over \rho _{0}}{\vec {\nabla }}p'}
- {\displaystyle {\vec {v}}} est le vecteur vitesse de la parcelle d'air ;
- g est l'accélération de la pesanteur ;
- p' est la différence de pression entre la parcelle et l'air environnant ;
- p est la pression atmosphérique ;
- ρ0 est la masse volumique de l'air sec ;
- T' est la différence de température entre la parcelle et l'air environnant ;
- T est la température de l'air environnant.

L'accélération horizontale est la suivante:
{\displaystyle {du \over dt}=a_{x}=-{1 \over \rho _{0}}{\partial p' \over \partial x}}
- u est la vitesse horizontale de la parcelle.

L'accélération verticale est la suivante :
{\displaystyle {dw \over dt}=a=g\left({T' \over T}-{p' \over p}\right)-{1 \over \rho _{0}}{\partial p' \over \partial z}}
- w est la vitesse verticale;
- g est l'accélération de la pesanteur;
- cv,a est la capacité calorifique de l'air à volume constant;
- cp,a est la capacité calorifique de l'air à pression constante.

### Formule de Cotton
L'accélération verticale d'une parcelle d'air est la suivante,,:
{\displaystyle {dw \over dt}=a=g\left({\theta '_{v} \over \theta _{v}}-{c_{v,a} \over c_{p,a}}{p' \over p}+\gamma '\right)-{1 \over \rho _{0}}{\partial p' \over \partial z}}
- w est la vitesse verticale;
- g est l'accélération de la pesanteur;
- cv,a est la capacité calorifique de l'air à volume constant;
- cp,a est la capacité calorifique de l'air à pression constante;
- p' est la différence de pression entre la parcelle et l'air environnant;
- p est la pression atmosphérique;
- ρ0 est la masse volumique de l'air sec;
- {\displaystyle \theta _{v}} est la température potentielle virtuelle de l'air environnant;
- {\displaystyle \theta '_{v}} est la différence de température potentielle virtuelle entre la parcelle et l'air environnant;
- γ′ est le facteur correcteur relatif à la différence entre la température et la température virtuelle.

## Analyse d'un vol effectué à travers un cumulonimbus
Marwitz a analysé un vol effectué à travers un cumulonimbus et a été capable de déduire le déficit de pression p'.

### Estimation du changement de vitesse horizontale
On suppose que la vitesse verticale est petite par rapport à la vitesse horizontale car l'accélération verticale est contrecarrée par la flottabilité négative.
L'accélération horizontale d'une parcelle est:
{\displaystyle a_{x}=-{1 \over \rho _{0}}{\partial p \over \partial x}}
Le changement de vitesse horizontale sera donc :
{\displaystyle \Delta u={\sqrt {2}}{\sqrt {p' \over \rho _{0}}}}
et donc :
{\displaystyle p'={1 \over 2}\rho _{0}(\Delta u)^{2}}
On peut ainsi estimer le déficit de pression en mesurant le changement de vitesse sol entre l'extérieur et la colonne ascendante. 
Lors de ce vol, des changements de vitesse horizontale de l'ordre de 15 m/s environ eurent été observés. En supposant que
{\displaystyle \rho _{0}\approx 1{\rm {kg/m^{3}}}} on obtient alors {\displaystyle p'\approx 100{\rm {Pa}}}.

### Estimation de la poussée verticale
Le déficit maximum de pression a été estimé être à 1 600 m de hauteur. On peut donc estimer que
{\displaystyle {\partial p' \over \partial z}\approx {100 \over 1600}\approx 6\times 10^{-2}}
et donc, l'accélération verticale liée au déficit de pression a été estimée à 6 × 10−2 m/ s2.

### Discussion
Dans le cas du vol cité ci-dessus, l'accélération due au déficit de pression est de l'ordre de 0,06 m/s2. La parcelle d'air était plus froide de 2 K, l'accélération vers le bas est due à la flottabilité négative est
{\displaystyle a_{b}=-g{T' \over T}=10\times {2 \over 300}=-6.7\times 10^{-2}}
On note donc que le déficit de pression pratiquement contrecarre la flottabilité négative et donc la parcelle d'air va facilement s'élever jusqu'à de grandes hauteurs.

## Conclusion
Le vol ci-dessus qui a été pratiqué dans un orage peu sévère (pas de grosse grêle ou de tornade) démontre que les ascendances sont principalement dynamiques sous un cumulonimbus. Par conséquent, un sondage atmosphérique qui indique que la couche d'air près du sol est stable (la température virtuelle augmentant avec l'altitude) ne garantit pas l'impossibilité pour les orages de se former. En outre, si l'orage est violent et/ou que la base du nuage est basse, alors {\displaystyle {\partial p' \over \partial z}} devient plus grand et donc l'effet dynamique va s'accentuer.
La formule de List est applicable aux ascendances thermiques sous un cumulus bénin et donc le changement de vitesse air d'un planeur va donner une estimation de p'. Le changement de vitesse air est en général de l'ordre de 5 nœuds soit 2.5 m/s. Le changement de pression est alors de l'ordre de seulement 2 Pa. L'effet du gradient de pression est alors totalement négligeable et donc, l'ascendance est alors purement thermique. En conclusion si durant le début de l'après midi, les ascendances sont faibles, puis plus tard dans l'après-midi, les ascendances dites « thermiques » deviennent douces et plus fortes, alors il y a un effet d'aspiration dynamique qui se met en place qui est dû à un orage en formation.